# Lyndon (Kentucky)
Lyndon – miasto w Stanach Zjednoczonych, w stanie Kentucky, w hrabstwie Jefferson.